# Головосек
Головосе́к — день народного календаря у славян, приходящийся на 29 августа (11 сентября). Название дня происходит от церковного воспоминания «усекновения» головы Иоанна Крестителя.
Говорили, что в этот день «мужик осень встречает, баба своё — бабье лето начинает». С этого дня начинали убирать репу. «Репный праздник» отмечался без песен и танцев, но обильной едой, угощением нищих и странников. Если на Ивана Купалу собирают преимущественно травы, то на «Ивана постного» — лечебные коренья.

## Другие названия
Иван-пролеток, Полетовщик, Полетный, Репный праздник, Иоанн Предтеча, Иван Предтече, Иоанн Креститель, Иван Сухой, Иванов день, Иван — осенний торжок, Иван-постный; бел. Калінавік, Іван Калінавік, Ян, Галавасек, Іван Крываўнік, Іван Постны, Галаварэз, Сценцель, Сценціян; полес. Волосика, Головосек, Головосека, Головосеки, Головосик, Головосика, Головостение, Иван, Иван Головосек, Иван Присеча, Олыси(й)кы, Олысикы, Присеча, Усекновение; укр. Іван Пісний, Головосіка, Головостеніє; серб. Уcекoваниjе, Усjек, Секoваниjе; хорв. Usikovac.

## Обычаи
Иоанну Крестителю молятся от головной боли и за детей.
Считается концом лета и началом осени, когда небо, земля и вода «рассекаются», и наступает похолодание. «С Иван-поста мужик осень встречает, баба своё бабье лето начинает». Во время праздника соблюдают строгий пост и полный отказ от работы ради здоровья людей и скота.
В этот день остерегались ходить в лес[где?], так как считали, что тогда змеи уходят в свои норы, под землю. Болгары верили, что вместе со змеями уходят из водоёмов, полей и лесов  самовилы, самодивы и другие злые духи.
Усекновение считалось одним из самых опасных праздников[где?]: ребёнок, родившийся в этот день, будет несчастным, а полученная в этот день рана не заживёт (южно-славянское поверье). В тот день недели, на который оно пришлось, целый год не начинали никаких важных дел (пахоты, сева, не отправлялись в путь, не устраивали свадьбы). Македонцы не кроили в такой день одежду, боснийцы не начинали снование, боясь что всё сшитое, вытканное или скроенное «посечётся». Сербские женщины на Усекновение не расчёсывали волос, чтобы волосы «не секлись».
Обрядность праздника во многом связана с запретами на всё, что напоминает голову, кровь, блюдо, меч, отрубание:
- По народному поверью, в день Усекновения главы нельзя ставить на стол ничего круглого, то есть ни блюд, ни тарелок, так как голова Иоанна Предтечи была принесена в блюде[16].
- Вместо круглого, в этот день хозяйки пекли долгий пирог[17].
- Считается грехом употреблять в этот день в пищу круглые фрукты и овощи (яблоки, картофель, арбузы, капусту), так как они отдалённо напоминают голову[12].
- Кроме того, запрещалось брать в руки нож, серп, косу, топор. Овощи нельзя было резать, хлеб надо было ломать. Так, например, по белорусскому поверью, в течение года отсечённая голова Иоанна Крестителя почти прирастает к своему месту, но лишь только люди в день Ивана Головореза станут резать хлеб, голова снова отпадает[15].
- У южных славян строго соблюдался запрет на красные плоды и напитки (ибо «это кровь святого Иоанна»), не ели чёрного винограда, помидоров, красного перца[16].
- Белорусы Витебской губернии боялись варить ботвинью, веря, что если она будет красного цвета («как кровь»), то в течение года в доме прольётся чья-нибудь кровь[16].
- На Руси был запрет в этот день петь песни и плясать, мотивируемый тем, что «Иродова дочь плясанием и песнями выпросила отрубить голову Иоанна Крестителя»[18].
- В Белорусском Полесье бытовало поверье, что лунные пятна — это голова Иоанна Крестителя[19].

До двадцатых годов XIX-го века, в Российской империи соблюдался особый праздничный обряд, приурочивавшийся к 29-го августа. Молодёжь сходилась со всего села к околице, куда приносилась накануне приготовленная кем-нибудь из пожилых людей глиняная, в холщовом саване, высотой в человеческий рост, кукла. Особенностью этой куклы было то, что она делалась без головы. Эту безголовую куклу поднимали две молодые девушки и бережно молча несли на руках впереди толпы к реке, где на самом крутом берегу, останавливались и клали свою ношу на землю. Вся толпа начинала причитать над куклой, как над дорогим и близким ей покойником. Причиталось особыми причитаниями. По прошествии некоторого времени, «оплаканного» глиняного покойника поднимали на руки двое молодых парней и при вопле толпы — с размаху бросали в воду. Эта обезглавленная кукла в саване олицетворяла святого Иоанна Крестителя, нераздельно сливавшегося в народном воображении с побеждённым тёмными силами красным летом.
У хорватов у сербов и черногорцев также в этот день нельзя было начинать работы, а также что-либо резать или рубить.

## Поговорки и приметы
- Иван Постный – осени отец крестный![17]
- Иван Постный пришёл, лето красное увёл[21].
- На Ивана Постного — хоть и пост, да разносол[17].
- На Постника Ивана не пригубь больше одного стакана[22].
- Кто Ивану Крестителю не постит — за того и сам наибольший поп грехов не умолит[23].
- На Предтечу не рубят капусту, не срезают мак, не копают картофель, не рвут яблоки, не берут в руки косаря, топора, заступа[24].